# Vladimir Lončarić
Vladimir Lončarić, hrvaški general, * 6. december 1909, † ?.

## Življenjepis
Leta 1938 je vstopil v NOVJ. Med letoma 1937 in 1939 je sodeloval v španski državljanski vojni, nato pa je bil do leta 1941 v francoski internaciji. Tistega leta se je vrnil nazaj v Jugoslavijo in se priključil NOVJ. Istega leta so ga prijeli ustaši, a je bil naslednje leto izpuščen iz zapora. 
Leta 1942 je tako vstopil v NOVJ in postal politični komisar. To je opravljal tudi po vojni.
Končal je VVA JLA.